# Monsterverse

Logo del franchise

Godzilla e King Kong (i due mostri protagonisti del franchise), in compagnia con Mothra, nel film Godzilla e Kong - Il nuovo impero (2024)

Il Monsterverse, stilizzato anche come MonsterVerse, è un media franchise e universo condiviso statunitense incentrato su film e serie televisive prodotte dalla Legendary Pictures e distribuite dalla Warner Bros., riguardanti i mostri Godzilla, King Kong e altre creature ideate dalla Toho; da essi sono tratti media come libri, fumetti e videogiochi.
Il franchise ha ricevuto un'accoglienza generalmente positiva e ha incassato oltre due miliardi di dollari in tutto il mondo.

## Sviluppo
L'autore Max Borenstein afferma che il Monsterverse non sia iniziato con l'idea di essere un franchise, ma semplicemente come un reboot di Godzilla; Borenstein attribuisce al fondatore della Legendary Pictures, Thomas Tull, il merito di aver acquisito i diritti di Godzilla e King Kong dalla Toho. Tull aveva offerto a Borenstein l'opportunità di scrivere la prima bozza del film Kong: Skull Island con l'obiettivo di collocare King Kong nello stesso universo di Godzilla per poi arrivare, un giorno, a realizzare una pellicola che vedesse lo scontro dei due mostri.
Legendary ha confermato al Comic-Con International di San Diego del luglio 2014 di aver acquisito i diritti di licenza per Mothra, Rodan e King Ghidorah da Toho Co., Ltd. e ha rivelato un concept con i titoli di chiusura che recitavano "Conflitto: inevitabile. Lasciate che combattano». Nel settembre 2015 la Legendary ha annunciato che il film Kong: Skull Island non sarebbe stato sviluppato con gli Universal Studios ma dalla Warner Bros., il che ha scatenato diverse speculazioni tra i media secondo il quale Godzilla e Kong sarebbero apparsi insieme in un film.
Nell'ottobre 2015 la Legendary annuncia l'intenzione di unire Godzilla e Kong in un film intitolato Godzilla vs. Kong, la cui data di uscita è fissata per il 2020. Legendary prevedeva di creare un franchise cinematografico condiviso "incentrato su Monarch" (l'agenzia governativa segreta che ha debuttato in Godzilla del 2014) e che "riunisca Godzilla e King Kong di Legendary in un ecosistema di altre super-specie giganti, sia classiche che nuove". Più tardi, in ottobre, viene annunciato che Kong: Skull Island avrebbe avuto riferimenti a Monarch.
Nel maggio 2016 la Warner Bros. ha annunciato che Godzilla vs. Kong sarebbe uscito il 29 maggio 2020, successivamente anticipato al 21 maggio 2021, e che Godzilla II - King of the Monster sarebbe stato posticipato rispetto alla data originale dell'8 giugno 2018 al 22 marzo 2019, tuttavia in seguito il film è stato nuovamente posticipato al 31 maggio 2019. Nell'ottobre 2016 Legendary annuncia che Godzilla II - King of the Monster sarebbe stato girato presso la Wanda's Oriental Movie Metropolis, a Qingdao (Cina), insieme a Pacific Rim - La rivolta. Nello stesso mese viene rivelato che Legendary era intenzionata a sviluppare il loro universo cinematografico con Alex Garcia a supervisionare il progetto.
Nel gennaio 2017 Thomas Tull, fondatore di Legendary, si è dimesso dalla società ma è rimasto come produttore del MonsterVerse. Nel marzo 2017 la Legendary ha riunito un gruppo di scrittori, guidato da Terry Rossio, per sviluppare la storia di Godzilla vs. Kong.
La licenza di Legendary per Godzilla è scaduta nel 2020 e successivamente rinnovata da Toho. Nel gennaio 2022 la Legendary annuncia i piani per due serie televisive incentrate su Godzilla e altri Titani.

## Film
| Film                               | Data           | Regia               | Soggetto                                        | Sceneggiatura                              | Produttori                                                                   |
| ---------------------------------- | -------------- | ------------------- | ----------------------------------------------- | ------------------------------------------ | ---------------------------------------------------------------------------- |
| Godzilla                           | 16 maggio 2014 | Gareth Edwards      | David Callaham                                  | Max Borenstein                             | Thomas Tull, Jon Jashni, Mary Parent, Brian Rogers                           |
| Kong: Skull Island                 | 10 marzo 2017  | Jordan Vogt-Roberts | John Gatins                                     | Derek Connolly, Max Borenstein, Dan Gilroy | Thomas Tull, Jon Jashni, Mary Parent, Alex Garcia                            |
| Godzilla II - King of the Monsters | 31 maggio 2019 | Michael Dougherty   | Michael Dougherty, Zach Shields, Max Borenstein | Michael Dougherty, Zach Shields            | Alex Garcia, Jon Jashni, Mary Parent, Brian Rogers, Thomas Tull              |
| Godzilla vs. Kong                  | 31 marzo 2021  | Adam Wingard        | Terry Rossio                                    | Eric Pearson, Max Borenstein               | Mary Parent, Alex Garcia, Eric McLeod, Brian Rogers, Jon Jashni, Thomas Tull |
| Godzilla e Kong - Il nuovo impero  | 29 marzo 2024  | Adam Wingard        | Adam Wingard, Terry Rossio, Simon Barrett       | Terry Rossio, Simon Barrett, Jeremy Slater | Mary Parent, Alex Garcia, Eric McLeod, Brian Rogers, Jon Jashni, Thomas Tull |
| Godzilla x Kong: Supernova         | 26 marzo 2027  | Grant Sputore       | David Callaham, Michael Lloyd Green             | David Callaham, Michael Lloyd Green        | Mary Parent, Thomas Tull                                                     |

### Godzilla(2014)
La pellicola racconta una storia originale su Godzilla, celebre kaijū del cinema giapponese, oramai divenuto un personaggio della cultura pop mondiale. L'uscita della pellicola coincide con il sessantesimo anniversario della nascita di Godzilla.
Il film reinventa le origini di Godzilla nei tempi contemporanei ed è ambientato 15 anni dopo un incidente in una centrale nucleare in Giappone, che successivamente risveglia due gigantesche creature parassitarie conosciute come MUTO. Mentre i MUTO devastano le città per riprodursi, risvegliano un antico predatore alfa noto come Godzilla, la cui esistenza è stata tenuta segreta dal governo statunitense dal 1954. Il film introduce Godzilla, i MUTO e l'agenzia di criptozoologia Monarch.

### Kong: Skull Island(2017)
Il film, ambientato nel 1973, segue una squadra di scienziati e soldati della guerra del Vietnam che viaggiano verso un'isola inesplorata nel Pacifico, incontrando creature terrificanti e il possente Kong. Questi dovranno allora riuscire a sopravvivere alle insidie dell'isola stessa per cercare di riuscire a tornare a casa con tanto di prove dell'esistenza di questi mostri. Nel contempo anche Kong sarà impegnato in una battaglia con gli Strisciateschi, creature rettiloidi che hanno causato lo sterminio della sua specie.
Il film introduce Kong, gli Strisciateschi, lo Strisciateschi alpha Ramarak, i rettili alati Psychovulture e Leafwing, lo Sker Buffalo, la Mantide Spora (Spore Mantis), l'aracnide Madre Lunghezampe (Mother Longlegs), e il calamaro gigante Leviapus o Mire Squid; inoltre in una scena dopo i titoli di coda vengono introdotti Godzilla, King Ghidorah, Rodan e Mothra rappresentati su pitture rupestri.

### Godzilla II - King of the Monsters(2019)
La Monarch lotta per assicurare la sopravvivenza dell'umanità in un'epoca di scontri tra kaijū di dimensioni divine. Quando tre antiche superspecie, ovvero Mothra, Rodan e King Ghidorah, risorgono dalla terra, inizieranno a lottare con Godzilla per la supremazia nel mondo, lasciando in sospeso l'esistenza stessa dell'umanità.
Oltre ai suddetti kaiju, il film introduce anche Behemoth, Scylla, Methuselah, e un nuovo MUTO.

### Godzilla vs. Kong(2021)
In un'epoca in cui i kaiju reclamano il pianeta, la lotta dell'umanità per la sopravvivenza innesca l'inevitabile battaglia tra Godzilla e King Kong, mentre Monarch svela le origini dei mostri e una cospirazione umana che minaccia di distruggerli tutti, Mechagodzilla.

### Godzilla e Kong - Il nuovo impero(2024)
Nel marzo 2022 viene annunciato che le riprese di un sequel di Godzilla vs. Kong dovrebbero iniziare più avanti nel corso dell'anno a Gold Coast, e in altre località nel Queensland sudorientale, in Australia. Nel maggio dello stesso anno viene confermato che Wingard sarebbe tornato alla regia e che Dan Stevens era stato scelto come protagonista. Wingard e Stevens avevano già lavorato insieme in The Guest. L'uscita del film, prevista per il 12 aprile 2024 negli Stati Uniti, è stata anticipata al 29 marzo.
Godzilla e Kong si riuniscono contro una minaccia sconosciuta nascosta nelle profondità della Terra che mette a dura prova l'esistenza sia degli umani che dei Titani.

### Godzilla x Kong: Supernova(2027)
Nel corso di un'intervista promozionale il regista Adam Wingard ha espresso interesse nel realizzare un terzo film con Godzilla e Kong, prima di affermare tuttavia che tale eventualità dipenderà innanzitutto dal successo della pellicola. Wingard ha ribadito che sono state discusse idee su dove portare avanti il franchise, suggerendo che il prossimo film potrebbe potenzialmente seguire Godzilla e mostrare gli eventi dalla sua prospettiva nello stesso modo in cui la pellicola precedente ha seguito Kong.
Mary Parent, produttrice e presidente della Legendary, a seguito del successo al botteghino del film ha dichiarato: "Questo è sicuramente un risultato entusiasmante. Siamo in una buona posizione per continuare il viaggio, ma vediamo come si sviluppa "Godzilla e Kong".
Il 10 maggio 2024, Legendary ha annunciato ufficialmente la lavorazione di un sequel, con David Callaham assunto per scrivere la sceneggiatura dopo il suo precedente lavoro alle prime bozze di Godzilla (2014).
Il 28 giugno è stata rivelata la data d'uscita, che sarà il 26 marzo 2027.

## Serie televisive
| Serie TV                    | Stagioni | Episodi | Data di uscita USA | Data di uscita ITA | Network   | Autore         |
| --------------------------- | -------- | ------- | ------------------ | ------------------ | --------- | -------------- |
| Skull Island                | 1        | 8       | 22 giugno 2023     | 22 giugno 2023     | Netflix   | Brian Duffield |
| Monarch: Legacy of Monsters | 1        | 10      | 17 novembre 2023   | 17 novembre 2023   | Apple TV+ | Chris Black    |

### Skull Island(2023)
Nel gennaio 2021 viene annunciata una serie animata ambientata nel Monsterverse, intitolata Skull Island. La serie è incentrata su un gruppo di naufraghi che cercheranno di fuggire dall'Isola del Teschio, dimora di vari mostri preistorici. Co-prodotta da Legendary Television, Tractor Pants Productions, Powerhouse Animation Studios e Netflix Animation, è stata distribuita su Netflix dal 22 giugno 2023.

### Monarch: Legacy of Monsters(2023)
Monarch: Legacy of Monsters è una serie live-action in uscita su Apple TV+ dal 17 novembre 2023. Annunciata nel gennaio 2022, quando Legendary dichiarò che Apple TV+ aveva ordinato una serie live-action senza titolo con Godzilla e altri Titani, con Chris Black come showrunner. Black e Matt Fraction sono stati scelti come co-creatori e produttori esecutivi. La serie si concentra sul "viaggio di una famiglia per scoprire alcuni segreti sepolti e un'eredità che li collega ad un'organizzazione segreta nota come Monarch". Joby Harold, Tory Tunnell, Hiro Matsuoka e Takemasa Arita sono altri produttori esecutivi della serie. Il progetto è una coproduzione tra Legendary Television, Safehouse Pictures, Toho Co. Ltd. e Apple TV+. Nell'agosto 2023 viene annunciato il titolo ufficiale della serie.

## Fumetti
| Titolo                                      | Data di uscita USA               | Scrittore        | Disegnatore                        | Disegnatore cover               | Note                                                                       |
| ------------------------------------------- | -------------------------------- | ---------------- | ---------------------------------- | ------------------------------- | -------------------------------------------------------------------------- |
| Godzilla: Awakening                         | 7 maggio 2014                    | Max Borenstein   | Eric Battle                        | Arthur Adams                    | Prequel del film Godzilla                                                  |
| Skull Island: The Birth of Kong             | 12 aprile 2017                   | Arvid Nelson     | Zid                                | Drew Johnson                    | Prequel e sequel del film Kong: Skull Island                               |
| Godzilla: Aftershock                        | 21 maggio 2019                   | Arvid Nelson     | Drew Edward Johnson                | Christopher Shy                 | Prequel del film Godzilla: King of the Monsters                            |
| Godzilla Dominion                           | 30 marzo 2021                    | Gregory Keyes    | Drew Edward Johnson                |                                 | Prequel del film Godzilla vs. Kong, narrato dal punto di vista di Godzilla |
| Kingdom Kong                                | 30 marzo 2021                    | Marie Anello     | Zid                                |                                 | Prequel del film Godzilla vs. Kong, narrato dal punto di vista di Kong     |
| Justice League vs. Godzilla vs. Kong n. 1-7 | 17 ottobre 2023 - 14 aprile 2024 | Brian Buccellato | Christian Duce, Tom Derenick       | Drew Johnson, Romulo Fajaroo Jr | Serie crossover con Justice League della DC Comics                         |
| Godzilla x Kong: The Hunted                 | 12 marzo 2024                    | Brian Buccellato | Drew Johnson, Dario Formisani, Zid | David Aja                       | Prequel di Godzilla e Kong - Il nuovo impero                               |

## Libri
| Titolo                                                           | Dat di uscita  | Scrittore       | Note                                                         |
| ---------------------------------------------------------------- | -------------- | --------------- | ------------------------------------------------------------ |
| Godzilla: The Art of Destruction                                 | 13 maggio 2014 | Mark Cotta      | Dietro le quinte del film Godzilla                           |
| Godzilla – The Official Movie Novelization                       | 20 maggio 2014 | Greg Cox        | Novellizzazione del film Godzilla                            |
| Kong: Skull Island – The Official Movie Novelization             | 14 marzo 2017  | Tim Lebbon      | Novellizzazione del film Kong: Skull Island                  |
| The Art and Making of Kong: Skull Island                         | 21 marzo 2017  | Simon Ward      | Dietro le quinte del film Kong: Skull Island                 |
| Godzilla: King of the Monsters – The Official Movie Novelization | 31 maggio 2019 | Gregory Keyes   | Novellizzazione di Godzilla II - King of the Monsters        |
| The Art of Godzilla: King of the Monsters                        | 4 giugno 2019  | Abbie Bernstein | Dietro le quinte del film Godzilla II - King of the Monsters |
| Godzilla vs. Kong: The Official Movie Novelization               | 6 aprile 2021  | Gregory Keyes   | Novellizzazione di Godzilla vs. Kong                         |
| Godzilla vs. Kong: The Art of the Ultimate Battle Royale         | 21 maggio 2021 | Daniel Wallace  | Dietro le quinte del film Godzilla vs. Kong                  |

## Accoglienza

### Incassi
| Film                               | Uscita USA     | Incassi      | Incassi        | Incassi    | Classifica   | Classifica | Budget ($) |        |
| Film                               | Uscita USA     | Nord America | Internazionale | Mondiale   | Nord America | Mondiale   | Budget ($) |        |
| ---------------------------------- | -------------- | ------------ | -------------- | ---------- | ------------ | ---------- | ---------- | ------ |
| Godzilla                           | 16 Maggio 2014 | 200676069    | 328400000      | 529076069  | 236          | 228        | 160000     | [ 32 ] |
| Kong: Skull Island                 | 10 Marzo 2017  | 168052812    | 400600000      | 568652812  | 339          | 199        | 185000     | [ 33 ] |
| Godzilla II - King of the Monsters | 31 Maggio 2019 | 110500138    | 272799776      | 383299914  | 685          | 365        | 170000     | [ 34 ] |
| Godzilla vs. Kong                  | 31 Marzo 2021  | 100916094    | 348534018      | 449450112  | 797          | 271        | 155000     | [ 35 ] |
| Godzilla e Kong - Il nuovo impero  | 29 Marzo 2024  | 196350016    | 375400000      | 571750016  | 244          | 200        | 135000     | [ 36 ] |
| Totale                             | Totale         | 776495129    | 1725733794     | 2502228923 |              |            | 805000     |        |

### Critica
| Film                               | Rotten Tomatoes % recensioni positive (voto medio) | Metacritic Punteggio recensioni | CinemaScore |
| ---------------------------------- | -------------------------------------------------- | ------------------------------- | ----------- |
| Godzilla                           | 76% (6,7 su 10)                                    | 62 su 100 (48 recensioni)       | B+          |
| Kong: Skull Island                 | 75% (6,5 su 10)                                    | 62 su 100 (47 recensioni)       | B+          |
| Godzilla II - King of the Monsters | 42% (5,1 su 10)                                    | 48 su 100 (46 recensioni)       | B+          |
| Godzilla vs. Kong                  | 76% (6,4 su 10)                                    | 59 su 100 (57 recensioni)       | A           |
| Godzilla e Kong - Il nuovo impero  | 54% (5,6 su 10)                                    | 47 su 100 (51 recensioni)       | A-          |